# Hvárezm
Hvárezm (arab-perzsa írással خوارزم, klasszikus ejtéssel Xvārizm, modern perzsa ejtéssel Xârezm), oroszosan Horezm terület Közép-Ázsiában, az Aral-tótól délkeletre, az Amu-darja alsó folyása mentén. Az ókorban iráni nyelvű nép, a hvárezmi nyelven beszélő hvárezmiek lakták. Fejlett városi civilizációt építettek ki a kereskedelmi utak – selyemút – fontos csomópontjában. Később meghódították a Szászánidák, a Türkök és az Abbászidák is. Ekkor iszlamizálódott, majd a 10. századtól kezdve eltörökösödött. A Hvárezmi Birodalom központi területe volt a 11-13. században. Területe ma főleg Üzbegisztán, részben Türkmenisztán része. 

## A hvárezmiek és a hvárezmi nyelv
A hvárezmi nyelv és nép, a hvárezmiek az indoeurópai nyelvek kelet-iráni ágához tartoztak. Legközelebbi rokonaik a hürkániaiak, pártusok, baktriaiak és szogdok voltak, akik az északi sztyeppe felől a Kaszpi-tengert keletről megkerülve vándoroltak „végső” lakóhelyükre, talán az az i. e. 1. évezredben. A hvárezmiek sok etikai és kulturális rokonságot mutattak a szogdokkal és a szakákkal, ami ruházatukban és fegyverzetükben is megmutatkozott. Mind rövid tunikát, szűk nadrágot és széles övet viseltek.
Hvárezm területén jelentős mértékben éltek alánok és ászik is. Hvárezm neve az alán nyelvben Hvárizm > Hválinz > Hváliz alakot vett fel, amelyet a magyarok Káliz alakban vettek át. Azaz a honfoglalás utáni magyarországi kálizok neve muszlim hvárezmieket takar.  Kézai Simon szerint Aba Sámuel anyja káliz volt. 

## Története

### Az iszlám hódítás előtt
Hvárezm Közép-Ázsiában a korai vaskorban kialakuló első államok egyike volt Szogdia, Margiána és Baktria mellett. Ezek mind iráni nyelvet, annak északkeleti változatát beszélő államok voltak. Hvárezm volt a határ a már letelepedett, földművelő, valamint a tőle keletre és északkeletre pásztorkodó népek, elsősorban a szakák között. Az i. e. 7. és 5. század között Hvárezm vezető szerepet töltött be a terület letelepedett és félnomád törzseinek egyesítésében. Ekkor megkezddőtek az építkezések, megépültek a várak, citadellák, kialakultak a városok és körülöttük az öntözéses gazdálkodás az Óxosz és mellékfolyói, például a Zerafsan mellékén.
Hvárezm neve már az Avesztában és az i. e. 5. századi óperzsa feliratokon is előfordul  Uvārizmīy, illetve Xwārizm alakban. Ez utóbbiból származik a Hvárezm elnevezés. I. Dareiosz idején Hvárezm az Óperzsa Birodalom adófizetője lett, katonái a perzsa seregben harcoltak. Az. i.e. 4. század közepén ismét függetlenné vált.  Elterjedtek a réz- és vaskohók, fejlődött a kerámia és a kereskedelem, fellendült a távolsági kereskedelem is a Volga felé nyugatra, valamint India felé délre. Hvárezm egészen az 1. századig megőrizte függetlenségét.
A 3. században meghódította a Szászánida Birodalom. 
A 7. századtól Hvárezm a kínai forrásokban is ezen a néven szerepel, ami mutatja jelentőségét a távolsági kereskedelemben. A 7. századtól folyamatosan telepedtek be török nyelvű emberek Hvárezmbe, de a városlakók többsége még évszázadokig iráni maradt. 

### A középkori Hvárezm
Hvárezm jellegzetessége volt a kiterjedt és széles körű öntözéses földművelés, aminek érdekében számos csatorna létesült az Amu-darja mindkét partvidékén. A csatornák nagy része elég mély és széles volt ahhoz, hogy hajózhassanak rajta. Az öntözésnek köszönhetően Hvárezm igen termékeny tartomány volt: gabonaféléket és gyümölcsöket, szőlőt, ribiszkét, szezámot és gyapotot egyaránt termeltek itt, és nagy számban tartottak juhot és szarvasmarhát. Legfontosabb exporttermékét a sztyeppéről beszerzett, jobbára török származású rabszolgák képezték, de a szintén északról behozott prémek is innen jutottak az iszlám világ délebbi területeire. Emellett Hvárezm kiviteli termékei közé tartozott a viasz, a pajzsburkolatként használt nyárfakéreg, a halenyv, a halcsont, a borostyán, a méz, a juharfa és a solymászok körében népszerű ragadozómadarak, a kézműves termékek közül pedig a különféle szövetek és kézifegyverek.
A térség központja eredetileg Kász, későbbi változatban Kát városa volt, amely az Amu-darja jobb, északi partján állt. A 10. század elején egy nagy árvíz elpusztította a város nagy részét, ami így néhány kilométerrel távolabbra települt. A leírások szerint népes, gazdag és nagy városnak számított, de – feltehetően a későbbi árvizek következtében – a 11. századra elvesztette jelentőségét, és kisváros maradt egészen a 20. század elejéig. (A 13. század eleji mongol és a 14. század végi, Timur Lenkhez kötődő pusztításokat sem szenvedte meg igazán, sőt, utóbbi fejedelem még újjáépítéséről is gondoskodott.)
Kász helyét az arabul Dzsurdzsánijja, perzsául Gurgandzs, később Urgandzs (Ürgencs, ma Köneürgench, Türkmenisztán) néven ismert város vette át, Kásztól nyugatra, a folyó bal partján. Ürgencs még azelőtt fontos kereskedelmi központtá vált, hogy Hvárezm székhelye ide került volna. A karavánutak egyre fontosabb állomásává vált és élénk kereskedelmi kapcsolatokat épített ki a Kazár Birodalommal, a Volgai Bolgárországgal, az oguzokkal és a Közel-Kelettel. Ezeken a területeken sok helyen éltek hvárezmiek mint kereskedők, akiket Magyarországon kálizoknak ismertek. A virágzó város 1220-ban, Dzsingisz kán iráni hadjárata idején elpusztult, de 1231-ben néhány kilométerrel délebbre újjáépítették. Az Új-Ürgencs néven ismert várost a 14. század végén Timur Lenk szinte teljesen leromboltatta, de 1388-ra újjáépíttette.
Új-Ürgencs a 17. század elején még virágzó és népes település volt, de ekkoriban az üzbégek vezette Híva (ma Xiva, Üzbegisztán) vette át a helyét a térség székhelyeként. Új-Ürgencs idővel elnéptelenedett. Híva – eredeti ejtése Hívak – már a középkorban is létezett, a legtöbb földrajzi szerző megemlíti az Amu-darja vizével egy csatornán át ellátott városkát. Hívától keletre, a folyam közelében feküdt Hazáraszp (mai neve Hazorasp, Üzbegisztán; jelentése „Ezer ló”), amelyet számos csatorna látott el vízzel, és ezek között egyetlen úton lehetett csak megközelíteni. Erődített és gazdag település volt. Ettől délkeletre, ahol a folyó számos ágra vált szét, több kisebb jelentőségű település feküdt a sivatagon át Mervbe vezető úton; közülük Dargán volt a legjelentősebb. A mongol pusztítás nyomán számos Híva és Ürgencs között lévő, nagy település tűnt el nyomtalanul, köztük Ardzahusmíszán, Rúzvand, Andarasztán és Núzvár, vagy az Ürgencs közvetlen közelében fekvő Zamahsar, a Korán-kommentátor Zamahsari szülőhelye.
Az Amu-darja keleti partján egy Gávhvára nevű csatorna ágazott ki Kász felé, a várostól messze délkeletre. A belőle kiinduló kisebb csatornák több mezőgazdasági települést láttak el vízzel (pl. Núkfág, Ardzahíva, Gardamán és Vájihán). Kász maga a Dzsardúr nevű csatorna mentén feküdt, folyásirányban alatta pedig a Kurdar-csatorna futott észak felé. Ez eredetileg szintén az Aral-tóba érkezett, de a középkor során vizét elöntözték, így a csatorna elenyészett a pusztaságban. A Kurdar-csatorna és a folyó főága közti területet Mazdákgánnak nevezték, és számos kisebb csatorna öntözte. Három jelentősebb települése volt: Kurdar a csatorna mentén, Madzmínija az Amu-darja közelében és Barátakín északon, egy dombvidék szomszédságában, ahonnan a térségbeli építkezésekhez szükséges követ bányászták. Az Aral-tó közvetlen közelében náddal benőtt mocsárvidék terült el.
A nyugati partot több nagy csatorna öntözte, melyek mentén városok álltak. Egy-egy ilyen csatorna Hazáraszphoz, Hívához és Ürgencshez ágazott ki; ez utóbbi egyik folytatása Dzsísz vagy Gít nevű, később Vazír néven ismert településig jutott, amely a művelhető terület északnyugati határán feküdt.

### Államok Hvárezm területén
712-ben az Omajjád Kalifátus horászáni helytartója két hadjárattal elfoglalta Hvárezmet. Ettől kezdve lassanként iszlamizálódni kezdett, a régi zoroasztrizmust az iszlám a 11. századra szorította ki végleg. Az oguzok ekkortól szivárogtak be, s Hvárezm kezdett fokozatosan eltörökösödni. A 10. században Hvárezm a Számánidák névleges uralma alatt állt. Őket az ürgencsi Mamúnidák (995–1017), majd a Gaznavidák (1017–1034) követték. Ezután a Szeldzsuk-dinasztia uralma következett, akik hvárezmi helytartóik útján kormányoztak. A feltehetően oguz török Anús-tigin 1077 körül lett helytartó, s utódai már feltehetően felvették a Hvárezmsah címet. 
Anús-tigin leszármazottai előbb szeldzsuk, majd 1141-től karakitáj főség alatt uralták Hvárezmet. Alá ad-Dín Muhammad nevű uralkodójuk (1200-1220) függetlenedett és elfoglalta az iráni térség nagy részét, ám 1219-ben Dzsingisz kán hatalmas sereggel támadta meg és elhódította a birodalmát, amit fia, Dzsalál ad-Dín (1220–1231) hiába próbált visszaszerezni. 1221-ben a mongolok foglalták el Hvárezmet, s ezután a Mongol Birodalom része lett. A Mongol Birodalom felbomlását követően az Arany Horda és Csagatáj ulusza osztozott Hvárezmen. A Csagatájidák hatalma a 14. század folyamán megrendült, ekkor a türk és türk–mongol törzsek kerekedtek felül a térségben, amit Timur Lenk hódított meg a század végén. Leszármazottai, a Timuridák belharcát kihasználva a 16. század első évtizedében üzbégek szállták meg, akik megalakították a Hívai Kánságot. Ez az állam 1511-től formálisan 1920-ig létezett, de a Buharai Kánsággal és Perzsiával vívott szüntelen harca és a világgazdaság átrendeződése miatt folyamatosan hanyatlott, míg végül 1873-ban meghódították és protektorátusként az Orosz Birodalomba integrálták. A kánság 1920-ban Horezmi Szovjet Népköztársasággá alakult, majd 1924-ben a Szovjetunióba integrálták, ahol területeinek nagy része az Üzbég SZSZK-hoz, kisebbrészt a Türkmén SZSZK-hoz – a mai Üzbegisztán és Türkmenisztán elődjeihez – került.